# Humant herpesvirus 6
Humant herpesvirus 6 eller HHV-6 är ett samlingsnamn för HHV-6A och HHV-6B, som är två mycket närbesläktade virus tillhörande gruppen betaherpesvirinae.
Både HHV-6A och HHV-6B är så kallade linjära dubbelsträngade DNA-virus. Under dess lytiska cykel produceras viruspartiklar som består av ett ikosahedralt proteinskal som innehåller virala dsDNA-strängar. Viruset går in i kroppens celler via CD46-receptorn, som är en del av kroppens ospecifika immunförsvar. Exakt hur detta går till är inte fullt utrett.

## Livscykel
Efter att viruset tagit sig in i en cell påbörjas antingen en aktiv eller inaktiv infektion. Under den aktiva infektionen kommer virusets linjära dsDNA-fragment att smälta samman och bilda cirkulärt DNA. Från detta DNA transkriberas sedan av kroppens egna polymeraser ett antal "immediate-early"-gener som bland annat misstänks ge upphov till virala mikroRNA-fragment som i sin tur kan reglera humangenomet i cellen till virusets fördel. Sist följer produktion av gener för replikation av virusets dsDNA-fragment och produktion av det ikosahdrala proteinhölje som behövs för att viruset ska kunna slutföra sin lytiska cykel.
Viruset tillbringar dock stor tid i inaktiv form, varifrån det kan reaktiveras av olika utlösande faktorer, exempelvis då immunförsvaret är nedsatt.

## Interaktioner med andra sjukdomar
Man har sett att HHV-6-infektion interagerar med flera andra virus. HHV-6-infektion påverkar uttrycket av flera gener involverade i kroppens immunförsvar. Bland annat ökar HHV-6-infektion möjligheten till att HIV-1 ska infektera T-celler genom att öka antalet CD4-receptorer på T-cellernas yta. HHV-6 har dessutom visat sig kunna transaktivera inaktiv infektion av Epstein-Barr-virus.

## Epidemiologi
HHV-6-infektion är vanlig, mätningar har visat att mellan till 64–83 % av barn i länderna som undersöktes (bl.a. Storbritannien och Taiwan) i åldern 13 månader bär på smittan. Saliv är den främsta spridningsvektorn och utgör en in-vivo-reservoar för viruset.